# Symplocos ambangensis
Symplocos ambangensis är en tvåhjärtbladig växtart som beskrevs av H.P. Nooteboom. Symplocos ambangensis ingår i släktet Symplocos och familjen Symplocaceae. Inga underarter finns listade i Catalogue of Life.